# Rosalind Brown
Pour les articles homonymes, voir Brown.
Rosalind Mabel Haig Brown (20 janvier 1872 - 7 septembre 1964) est une directrice d'école britannique. Elle dirige notamment l'Oxford High School de 1902 à 1932.

## Biographie
Rosalind Brown naît en 1872 à Londres, où son père William Haig Brown est directeur de la Charterhouse School, de 1863 à 1897. Sa mère, Annie Marion née Rowsell, est la sœur du pasteur Thomas James Rowsell. Son frère cadet, Alan Haig-Brown, est militaire et footballeur amateur, il est tué au combat en France, à Bapaume en 1918.
Rosalind Brown fait ses études secondaires au lycée de filles de Guildford, puis elle s'inscrit au Girton College, à Cambridge, où elle suit des cours de mathématiques et d'histoire médiévale. Elle passe les tripos de mathématiques en 1896 avec mention bien et les tripos de langues médiévales et modernes en 1897, avec une mention assez bien. L'université de Cambridge ne décerne pas de diplôme aux femmes à l'époque, mais Rosalind Brown obtient une maîtrise ad eundem du Trinity College de Dublin en 1906, comme d'autres steamboat ladies.
Elle enseigne de 1897 à 1902 à la Blackheath High School, puis elle postule à la fonction de directrice de l'Oxford High School en 1902, à 29 ans. Elle met en place des normes élevées pour les études durant son mandat et ouvre un internat à l'école. Certaines de ses adresses aux élèves sont publiées en 1931 sous le titre Ad Lucem ; Some Addresses by Haig-Brown, RM. Elle prend sa retraite en 1932 et consacre ses activités de bénévolat au sein de la United Nations Association et de l'Oxford City Moral Welfare Association, qui vient en aide aux mères isolées.
Brown meurt le 7 septembre 1964, dans une maison de santé à Boars Hill, près d'Oxford. Elle est inhumée au cimetière paroissial de St Andrew's, à Oxford.